# Civard Sprockel
Civard Sprockel (ur. 10 maja 1983 w Willemstadzie) – holenderski piłkarz występujący na pozycji obrońcy.

## Kariera
Sprockel profesjonalną karierę rozpoczynał w Feyenoordzie. W jego barwach zadebiutował 17 listopada 2001 w wygranym 3:2 meczu z Vitesse, rozegranym w ramach rozgrywek Eredivisie. W debiutanckim sezonie 2001/2002 rozegrał tam sześć spotkań. Z klubem wywalczył także Puchar UEFA. W następnym sezonie w barwach Feyenoordu ani razu nie zagrał w lidze i we wrześniu 2002 został wypożyczony do innego pierwszoligowca – Excelsioru.
Pierwszy występ w nowym klubie zanotował 22 września 2002 w wygranym 3:0 ligowym spotkaniu z RKC Waalwijk. W Excelsiorze był jednak rezerwowym i w sumie zagrał tam 13 razy. Na koniec sezonu zajął z klubem przedostatnie, siedemnaste miejsce w Eredivisie i spadł z nim do drugiej ligi. Wówczas jego wypożyczenie zostało przedłużone o trzy sezony. W trakcie gry Excelsioru w Eerste Divisie Sprockel był podstawowym graczem jego jedenastki. 5 marca 2004 strzelił pierwszego gola w zawodowej karierze. Było to w wygranym 2-1 ligowym pojedynku z MVV Maastricht. W 2006 roku zajął z klubem pierwsze miejsce i awansował do ekstraklasy. Wówczas jednak odszedł z klubu. Łącznie w Excelsiorze spędził cztery lata. W tym czasie rozegrał tam 109 spotkań i zdobył jedną bramkę.
Latem 2006 podpisał kontrakt z pierwszoligowym Vitesse Arnhem. Zadebiutował tam 10 września 2006 w przegranym 0-3 ligowym spotkaniu z Ajaxem Amsterdam. 30 września 2007 strzelił pierwszego gola w trakcie w Eredivisie. Było to w wygranym 4-2 meczu z FC Utrechtem. Był podstawowym obrońcą Vitesse. W 2011 roku odszedł do Anorthosisu Famagusta. W 2012 roku trafił do Bułgarii, gdzie najpierw był zawodnikiem CSKA Sofia, a następnie został piłkarzem Botewu Płowdiw.
Następnie grał w Othellosie Atienu, Notts County oraz w FC Eindhoven, gdzie w 2017 roku zakończył karierę.
W Eredivisie rozegrał 151 spotkań i zdobył 4 bramki.